# فيكتوريا وعبدول
فيكتوريا و عبدول (بالإنجليزية: Victoria and Abdul)‏ هو فيلم أمريكي انتج سنة 2017.

## القصة
يروي الفيلم عن نشأة صداقة بين خادم هندي يدعى عبدول أو (عبدول كريم) أو كريم، وملكة بريطانيا الملكة فيكتوريا حيث يصبح خادمها وصديقها معلمها ومرشدها المخلص.

## طاقم التمثيل
- جودي دينش
- علي فضل
- إدي آيزارد
- تيم بيجوت-سميث

## روابط خارجية
- فيكتوريا وعبدول على موقع IMDb (الإنجليزية)
- فيكتوريا وعبدول على موقع ميتاكريتيك (الإنجليزية)
- فيكتوريا وعبدول على موقع روتن توميتوز (الإنجليزية)
- فيكتوريا وعبدول على موقع ألو سيني (الفرنسية)
- فيكتوريا وعبدول على موقع Turner Classic Movies (الإنجليزية)
- فيكتوريا وعبدول على موقع أول موفي (الإنجليزية)
- فيكتوريا وعبدول على موقع بوكس أوفيس موجو (الإنجليزية)
- فيكتوريا وعبدول على موقع فيلمافينيتي (الإسبانية)
- فيكتوريا وعبدول على موقع قاعدة بيانات الفيلم (الإنجليزية)
- فيكتوريا وعبدول على موقع ليتربوكسد (الإنجليزية)